# Avinguda al Vedat
L'avinguda al Vedat, fins a l'octubre de 2009 avinguda del País Valencià, és la via urbana més important de Torrent. Aquest nom substuí l'anterior, Avenida de los Mártires el 1979. Transcorre de nord a sud durant uns 3 km, des del centre de la ciutat - vora l'Ajuntament - fins al barri del Vedat. Va ser la primera gran avinguda de la ciutat, i fins fa poc l'única, per la qual popularment es coneix com l'"Avinguda" en valencià, o "L'Avenida" en castellà i sovint també emprada pels valencianoparlants.
Es caracteritza per ser un vial de tipus rambla, amb un passeig apte per a vianants enmig, flanquejat de palmeres. Així doncs té un important paper social, ja que és ben típic trobar gent de totes les edats descansant o jugant a l'avinguda. A mig camí, i un carrer a l'est, es troba l'estació de Torrent Avinguda.

## Història
Fou inaugurada l'1 d'octubre de 1929 com a avinguda del Vedat després de l'enderroc de dues cases que formaven la plaça de la palla, ara del Bisbe Benlloch. Aquesta avinguda va obrir Torrent cap al desenvolupament urbanístic futur creant l'avinguda més gran de la ciutat i també el principal vial econòmic i social. Durant el franquisme, el seu nom va canviar a la Avenida de los Mártires, en clara al·lusió a la Guerra Civil. De fet hi existia una Creu dels Caiguts, ara desapareguda. El 1979, amb l'arribada de la democràcia, aquest nom es va canviar a l'avinguda del País Valencià, un nom que ha estat criticat per les tendències conservadores i defensat per aquelles de caràcter progressista. El 2009, tornà a canviar-se de nom, assumint l'actual avinguda al Vedat (noteu el canvi de preposició respecte del nom original).

## Canvi de nom
L'agost de 2009, l'Ajuntament de Torrent -que en les eleccions d'abril d'aquell any havia passat a ser governat pel Partit Popular- va fer una enquesta als ciutadans del municipi en què demanà si volien canviar el nom de l'Avinguda del País Valencià. Amb un 4% de participació guanyà el 'sí', malgrat que es qüestionaven la legitimitat del procés per la baixa participació, pel fet que hi havia 85 vots més que votants i que només sumant les tres opcions de canvi arribaren al 51%, mentre que el 'no' era l'opció més votat en termes absoluts.

### Resultats primera ronda[3]
| Noms proposats                           | Nombre de vots |
| ---------------------------------------- | -------------- |
| Avinguda del País Valencià (sense canvi) | 957            |
| Avinguda del Vedat                       | 307            |
| Avinguda del Regne de València           | 306            |
| Avinguda de Torrent                      | 299            |
| Avinguda de la Comunitat Valenciana      | 41             |
| Vot nul                                  | 63             |
| Vots en blanc                            | 2              |
| Altres opcions                           | 37             |

## Resultats de la segona ronda[1]
A continuació, a la segona quinzena de setembre es va referendar les tres opcions de canvi més votades. Finalment, guanyà l'opció d'avinguda al Vedat amb un 37,03% dels vots emesos.
| Noms proposats                 | Nombre de vots |
| ------------------------------ | -------------- |
| Avinguda al Vedat              | 454            |
| Avinguda del Regne de València | 419            |
| Avinguda de Torrent            | 353            |

Aquest canvi no ha estat al gust de tothom, i alguns individus ja han esmenat els nous rètols per restituir el nom anterior.